# Ларневка
Ларневка — деревня в Тюхтетском районе Красноярского края России. Входит в состав Новомитропольского сельсовета. Находится на правом берегу реки Таёжный Тюхтет, примерно в 8 км к востоку от районного центра, села Тюхтет, на высоте 200 метров над уровнем моря.

## Население
| 2010 |
| ---- |
| 182  |

Гендерный состав
По данным Всероссийской переписи населения 2010 года 88 мужчин и 94 женщины из 182 чел.

## Улицы
Уличная сеть деревни состоит из 2 улиц (ул. Верхняя и ул. Нижняя).